# Poospizopsis
Poospizopsis — рід горобцеподібних птахів родини саякових (Thraupidae). Представники цього роду мешкають в Андах.

## Таксономія і систематика
Представників роду Poospizopsis раніше відносили до роду Свертушка (Poospiza). Однак молекулярно-філогенетичне дослідження, результати якого були опубліковані у 2014 році, показало, що рід Poospiza був поліфілітичним. За результатами подальшої реорганізації два види були переведені з роду Свертушка (Poospiza) до відновленого роду Poospizopsis. Цей рід є сестринським по відношенню до сіроголової свертушки з монотипового роду Castanozoster та до довгохвостої вівсянки з монотипового роду Donacospiza.

## Види
Виділяють два види:
- Свертушка рудобока (Poospizopsis hypocondria)
- Свертушка велика (Poospizopsis caesar)

## Етимологія
Наукова назва роду Poospizopsis походить від сполучення наукової назви роду Свертушка (Poospiza Cabanis, 1847) і слова дав.-гр. οψις — вигляд.